# Conus textile
Conus textile is een in zee levende slakkensoort uit de familie Conidae.

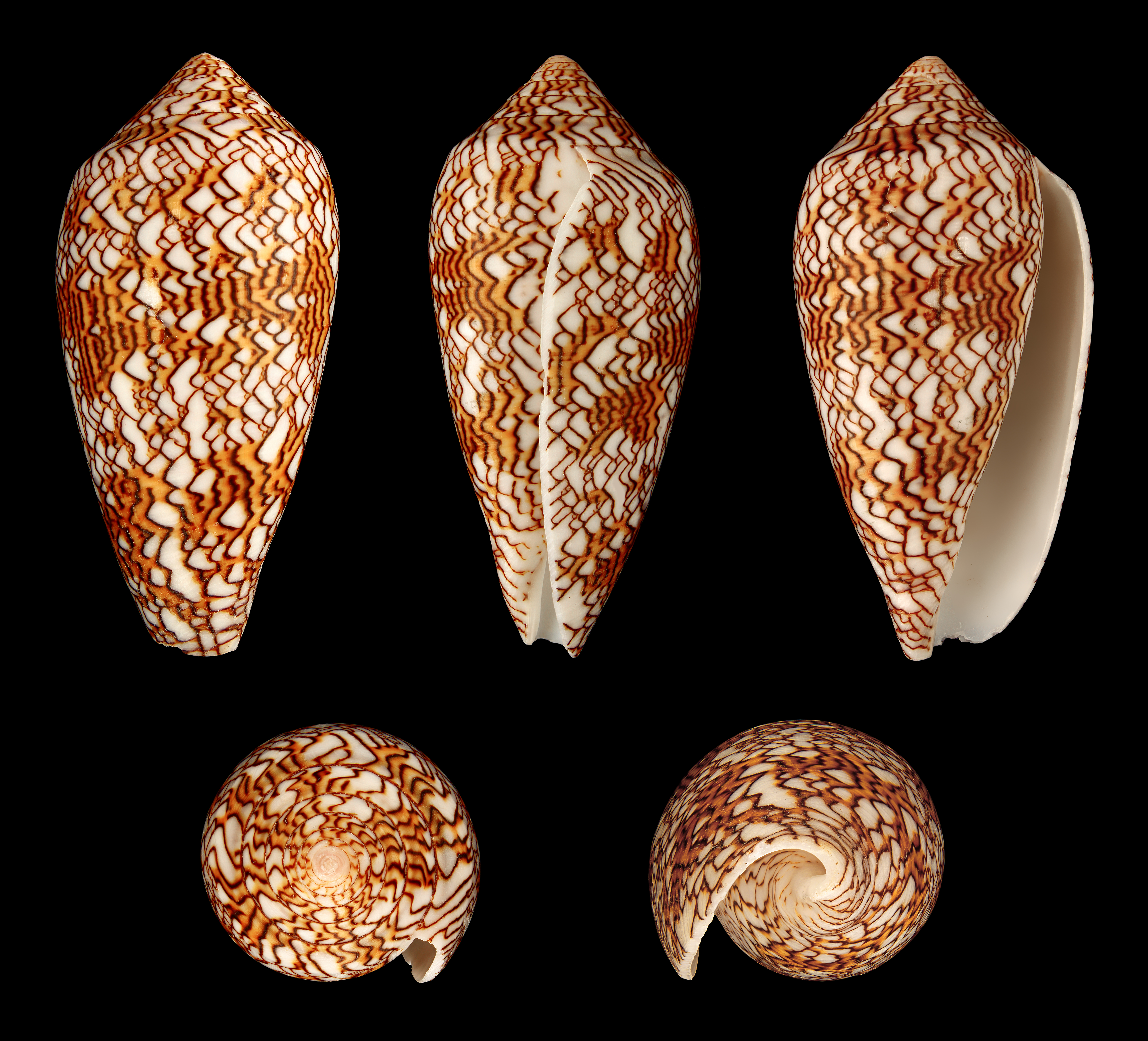
Conus textile textile

## Voorkomen en verspreiding
Conus textile is een carnivoor die leeft in ondiep warm water op zandgronden, rotsbodems en koraalriffen (sublitoraal). Deze soort komt voor van de oostkust van Afrika tot in Frans-Polynesië met uitzondering van Hawaï (Indopacifische provincie). De schelp kan tot 125 mm lang worden. Deze slak is in staat om een harpoentje af te schieten dat bijvoorbeeld verlammingsverschijnselen kan veroorzaken. Dit hebben reeds enkele verzamelaars met de dood moeten bekopen.